# Jacky Lagger
Pour les articles homonymes, voir Lagger.
Jacky Lagger, né le 2 septembre 1950 à Sion, est un musicien et chanteur suisse.

## Biographie
Issu d'une famille humble, il découvre la musique tardivement : c'est seulement à l'âge de 14 ans que Jacky Lagger commence la guitare. Musicien autodidacte, il profite des voyages de sa jeunesse pour s'initier à de nouvelles sonorités, jusqu'à devenir un véritable homme orchestre. Il possède en effet quelque 400 instruments, qu'il nomme affectueusement sa « famille nombreuse ». Sa carrière de musicien débute dans les années 1970 en tant qu'instrumentiste d'Henri Dès qu'il accompagne lors de ses premières tournées. Bien qu'il écrive et compose ses chansons depuis l'âge de 16 ans, Jacky Lagger attend 1976 pour sortir un premier 33 tours solo - au sens propre puisqu'il est son propre accompagnateur avec près de 20 instruments - intitulé Kiki de la lune. 
Jacky Lagger se définit avant tout comme un « musicien heureux ». Jacky Lagger est souvent catalogué comme un chanteur pour enfants. Si ses rimes plaisent effectivement aux petits, les thèmes abordés sont eux tout à fait sérieux, et ses chansons ont su trouver un public large. Lauréat du Festival Tibor Varga, Truffe de platine suisse, il reçoit également le prix de l'originalité du Grand prix de la chanson francophone à Spa en 1981. Il compte près de 500 chansons et s'est produit sur de nombreuses scènes de Suisse et d'ailleurs, comme le Paléo Festival Nyon, le Montreux Jazz Festival, ou le Printemps de Bourges. Ainsi que le prestigieux Festival Deschênés à Chêne-Bougeries.
Jacky Lagger vit depuis 2011 à Saint-Maurice, en Valais, où il gère, avec sa compagne Isis, "La Bouche qui Rit", espace destiné à la production artistique à côté de sa carrière de musicien. Jacky Lagger, en parfait Valaisan, est parfaitement bilingue, et parle aussi bien le français, que l'allemand.

## Sources
- « Jacky Lagger », sur la base de données des personnalités vaudoises sur la plateforme « Patrinum » de la Bibliothèque cantonale et universitaire de Lausanne.
- "Heureux événement pour Jacky Lagger: "Kiki de la lune", son premier 33 tours", le Matin, 1976/01/24
- Nordmann, Patrick, "Jacky Lagger au "Faux nez"", Le Matin, 1977/12/05
- Anghern, Olivier, "J. Lagger tout neuf!", Le Matin, 1984/10/16
- "Le chanteur écolo-socialo-rigolo Jacky Lagger", La Tribune de Genève, 2005/11/22, p.30
- "Jacky Lagger veut faire sourire le centre-ville", 24 Heures, 2006/11/23, p. 29
- "Jacky Lagger inaugure son nouvel écrin coloré", 24 Heures, 2011/05/21, p. 15.